# Soupeři (Star Trek: Stanice Deep Space Nine)
Soupeři (v anglickém originále Rivals) je v pořadí jedenáctá epizoda druhé sezóny seriálu Star Trek: Stanice Deep Space Nine.

## Příběh
Odo zadrží El-Auriana jménem Martus Mazur a obviní ho z podvodů na palubě Deep Space Nine. Během pobytu v cele získá Martus od umírajícího cizince jménem Cos herní zařízení, které mění zákony pravděpodobnosti. Jelikož se k němu přikloní štěstí, je propuštěn z vězení poté, co je staženo obvinění, kvůli němuž byl zadržen.
Otevře si bar a kasino, kde provozuje větší verze hracího zařízení a přetahuje zákazníky Quarkovi. Zařízení ale brzy obrátí štěstěnu proti němu a on začne prodělávat. Obvinění proti němu je znovu podáno. Když komandér Sisko a poručík Dax vypátrají, že zařízení je zdrojem problémů na stanici, zničí ho.
Druhá dějová linie se věnuje úsilí náčelníka O'Briena dostat se do formy, aby se vyrovnal doktoru Bashirovi v raketballu. Quark je trikem přiměje, aby odehráli veřejný zápas a on tak získal zpět své zákazníky. Když ale O'Brien v zápase najednou hraje lépe než Bashir, je jasné, že se problémy se zákony pravděpodobnosti týkají celé stanice a se souhlasem Bashira zápas ukončí.

## Zajímavosti
- K druhu El-Aurianů patří také např. Guinan ze seriálu Star Trek: Nová generace nebo doktor Tolian Soran z filmu Star Trek: Generace.